# Ridning (parasport)

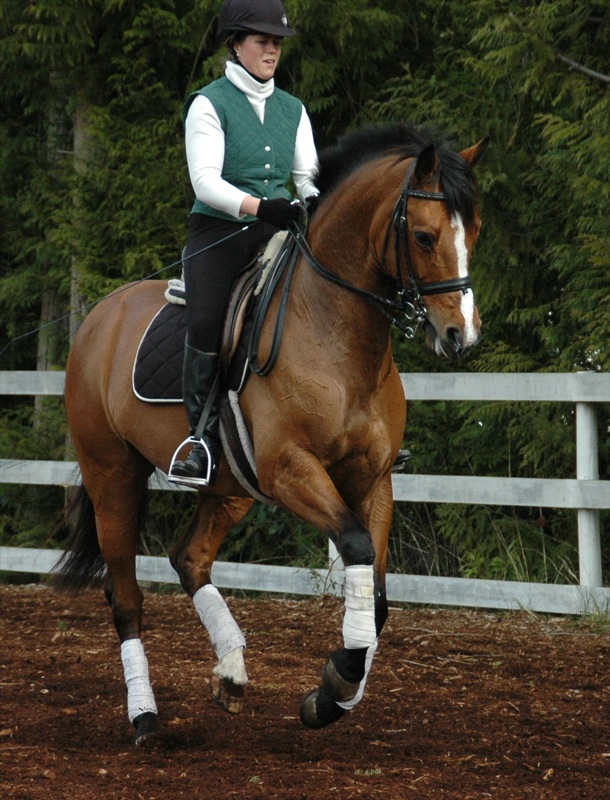
Den kanadensiska pararyttarinnan Karen Brain tränar med hästen Odette.

Para-ridning är en ridsport som regleras av det Internationella ridsportförbundet (FEI) och inbegriper två tävlingsgrenar. Den ena grenen är para-dressyr som tävlas med samma grundläggande regler som vanlig dressyr, men där ryttarna är indelade i olika tävlingsklasser som baseras på deras funktionsförmågor. Den andra grenen är para-körning, med samma grundläggande regler som vanlig körning, och även där delas ryttarna in i olika klasser som baseras på deras funktionsförmågor.
Sporten är en av de sporter som har det högsta antalet med skador och sjukdomar bland alla paralympiska sporter. Av detta skäl utvecklas mycket av utrustningen för sporten med detta i åtanke. Mycket av utrustningen använder kardborreband och gummiband så att saker lätt kan kopplas ifrån och skydda ryttaren under ett fall.